# 史蒂芬·克勞德
史蒂芬·布雷克·克勞德（英語：Steven Blake Crowder，1987年7月7日—）是美國的一位演員、喜劇演員和保守派政治評論員。他是Louder with Crowder的主持人，並且曾長期在福斯新聞頻道出演。克勞德出生在格罗斯波因特。2009年之後，克勞德開始定期在保守媒體上出演。2011年他擔任保守政治行動會議的主持。。

## 外部連結
- 官方网站
- YouTube上的史蒂芬·克勞德頻道
- 史蒂芬·克勞德在互联网电影资料库（IMDb）上的資料（英文）
- 福斯新聞網內的文章
- C-SPAN內的頁面（英文）